# بخش بلاغات
بخش بلاغات (به انگلیسی: Balaghat district) یک منطقهٔ مسکونی در هند است که در Jabalpur division واقع شده‌است. بخش بلاغات ۹٬۲۴۵ کیلومتر مربع مساحت و ۱٬۷۰۱٬۶۹۸ نفر جمعیت دارد.